# Station Sakurajima
Station Sakurajima (桜島駅, Sakurajima-eki) is een spoorwegstation in de wijk Konohana-ku in Osaka, Japan. Het wordt aangedaan door de JR Yumesaki-lijn (voorheen de Sakurajima-lijn) en is tevens het eindpunt van deze lijn. Het station heeft geen eigen stationsmeester, maar wordt bediend vanuit Nishikujō.

## Treindienst
- JR West
  - Sporen 1 en 2: JR Yumesaki-lijn richting Nishikujō

## Geschiedenis
Het eerste station dat in dit gebouwd werd was het station Tenpōzan in 1905. Vijf jaar later werd dat station gesloten en werd het station Sakurajima (ten westen van het vorige station) geopend. In 1961 werd de Osaka-ringlijn geopend, waardoor de Yumesaki-lijn het gedeelte tussen Nishikujō en Sakurajima overnam en het station aan deze lijn kwam te liggen.

## Overig openbaar vervoer
Bus 79

## Stationsomgeving
- Tenpozanbrug

Nishikujō · Ajikawaguchi · Universal City · Sakurajima